# Матросская (река)
Матросская — река в России на острове Парамушир, входящем в состав северной группы Большой гряды Курильских островов. Река протекает на южной окраине города Северо-Курильск. Длина Матросской — 9,8 км. Площадь водосборного бассейна — 27,8 км².
Начинается из родников на хребте Вернадского на восточном склоне горы Угловой. Течёт в общем восточном направлении между реками Снежная и Наседкина, оставляя по правому берегу гору Узкую. В низовьях ширину реки составляет 10 м при глубине в 0,6 м. Вблизи устья через Матросскую перекинут деревянный мост. Впадает во Второй Курильский пролив.
Основной приток — река Кузьминка, впадающая слева в 2,4 км от устья.
Ширина реки около 8 — 16 м, а глубины составляет от 0,1 — 0,2 м в межень до 0,6 м в половодье. Скорость течения воды составляет 0,6 — 1,7 м/с.
На реке Матросская установлена мини-гидроэлектростанция (МГЭС-1). В 1999 году пыл произведен тестовый пуск мини-ГЭС суммарной мощностью более 1200 кВт., но только в 2003 станция запущена в эксплуатацию. МГЭС-1 это структурное подразделением МКП «Теплоэлектросистемы Северо-Курильского городского округа». Гидроэлектростанция вырабатывает примерно 0,7 мегаватта энергии.
Летом 2022 года, после продолжительных и интенсивных дождей повысился уровень реки Матросская, на территории Северо-Курильска несколько дней действовал режим ЧС. Несколько домов подтопило.

## Данные водного реестра
По данным государственного водного реестра России относится к Амурскому бассейновому округу. Речной бассейн — бассейны рек острова Сахалин. Водохозяйственный участок — Курильские острова.
Код водного объекта 20050000312118300010393.